# ケイデンス
ケイデンス（英: cadence）とは、自転車において1分間のクランク回転数のこと。自転車に乗る人がペダルを回す速さを示す。rpm（回転毎分）を単位として表す。一般に測定にはケイデンス対応のサイクルコンピュータが用いられる。また、メトロノームで設定したテンポに合わせてペダルを回すことでケイデンスを管理することが出来る。

## 概要
自転車に乗る際にはケイデンスを一定に保った方が筋肉疲労や心拍数の上昇など身体的負担を少なくできるとされており、ロードバイクなど多段ギアを持つ自転車を利用すれば自分が楽なケイデンスを保ったまま自転車の速度を自由に変更することが可能となる。ケイデンスには個々人の好みや個人差があるため一概には言えないが、おおよその目安として実用車では50 - 60 rpm、サイクリングや長距離走の場合は70 - 90 rpm、ロードレースの場合は80 - 120 rpm、競輪などトラックレースでは（瞬発的に）170 rpm 程度とされる。